# Paul von Bruns

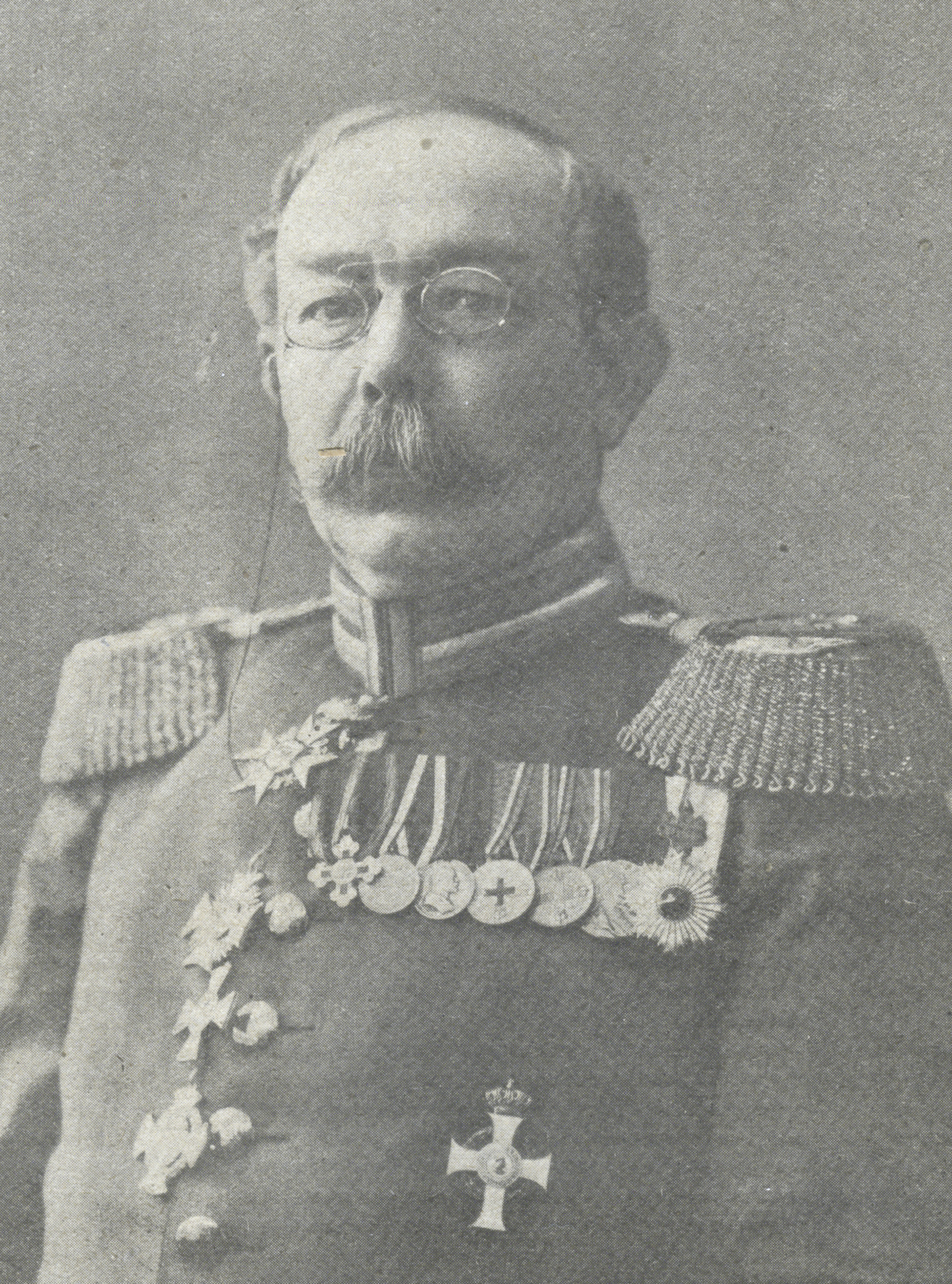
Paul von Bruns, fotografiert von Theodor Andersen

Paul Eduard von Bruns (* 2. Juli 1846 in Tübingen; † 2. Juni 1916 ebenda) war ein deutscher Chirurg und Hochschullehrer.

## Leben
Pauls von Bruns’ Eltern waren der Chirurg Victor von Bruns und Caroline Crone (1823–1918). Paul von Bruns heiratete im Jahr 1877 Marie Weizsäcker (1857–1939), eine Tochter von Karl Heinrich Weizsäcker. Ihr Bruder Karl von Weizsäcker – Großvater Richard von Weizsäckers – wurde 1906 Ministerpräsident im Königreich Württemberg. Das Ehepaar von Bruns hatte zwei Söhne. Oskar Bruns (1878–1946), war Professor der Inneren Medizin in Königsberg; Viktor Bruns (1884–1943) war Völkerrechtslehrer in Berlin.
Paul von Bruns studierte Medizin an der Eberhard-Karls-Universität Tübingen und wurde 1867 Corpsschleifenträger der Suevia Tübingen. 1870 wurde er zum Dr. med. promoviert. Als Assistent seines Vaters habilitierte er sich 1875. Er wurde 1877 Extraordinarius und übernahm in Tübingen 1882 den Lehrstuhl seines Vaters. Er war Leibarzt des Königs von Württemberg und Obergeneralarzt der Württembergischen Armee.
Seine Forschungen zur Phosphornekrose waren die Grundlage für das 1903 erlassene Verbot der Herstellung von Phosphorstreichhölzern. Praktische Auswirkungen hatten auch seine Untersuchungen über die Wirkung kleinkalibriger Geschosse. Auf Grundlage seiner Forschungsergebnisse befasste sich 1899 die Haager Friedenskonferenz mit den sog. Dumdum-Geschossen und beschloss deren Verbot.
Paul Eduard von Bruns starb im Ersten Weltkrieg, einen Monat vor seinem 70. Geburtstag am 2. Juni 1916.

## Schriften (Auswahl)
Er veröffentlichte die Fachzeitschrift Brunssche Beitraege zur Klinischen Chirurgie (Bruns’ Beiträge zur klinischen Chirurgie), zum Beispiel Band 4 1889, Band 13 1895, Band 23 1899, Band 37 1901, Band 38 1903, Band 46 1905, Band 74 1911, Band 78 1912, Band 83 1913, Band 86 1913, Band 139 1927, Band 143 1928, Band 147 1929, Band 205 1962, Band 207 1963, Band 213 1966.
- Das Rankenneurom. Ein Beitrag zur Geschwulstlehre. Tübingen, Univ., Diss., 1870.
- Die Laryngotomie zur Entfernung intralaryngealer Neubildungen. Hirschwald, Berlin 1878.
- Die Lehre von den Knochenbrüchen. Enke, Stuttgart 1886 (Deutsche Chirurgie; 27).
- Die Geschoss-Wirkung der neuen Kleinkaliber-Gewehre: ein Beitrag zur Beurteilung der Schusswunden in künftigen Kriegen. In: Beiträge zur Klinischen Chirurgie. Band 4, 1889, Heft 1.
- als Hrsg. mit Ernst von Bergmann: Deutsche Chirurgie. Begründet 1879 von Theodor Billroth und Albert Lücke. Ab 1894.
- Über die Wirkung und kriegschirurgische Bedeutung der Selbstladepistole System Mauser. In: Beiträge zur klinischen Chirurgie. Band 19, 1897, Heft 2.
- Ueber die Wirkung der Bleispitzengeschosse („Dumm-Dumm-Geschosse“). In: Beiträge zur klinischen Chirurgie. Band 21, 1898.
- Ueber die Wirkung der neuesten englischen Armeegeschosse (Hohlspitzengeschosse). In: Beiträge zur klinischen Chirurgie. Band 23, 1899.
- als Hrsg. mit Ernst von Bergmann: Handbuch der praktischen Chirurgie. 4 Bände. Enke, Stuttgart 1900–1901.
- Die Tübinger Kriegsteilnehmer 1870/71: zur vierzigjährigen Gedenk-Feier den Kriegsgefährten gewidmet von P.  Bruns; zu den Jahrestagen von Villiers-Champigny. Deutsche Verlagsanstalt, Stuttgart 1910.
- Red.: Kriegschirurgische Hefte der Beiträge zur klinischen Chirurgie. 15 Hefte. Laupp 1915–1919.

## Ehrungen
- Geh. Rat
- Exzellenz
- 1896 – Mitglied der Deutschen Akademie der Naturforscher Leopoldina (1886)
- 1898 – Komtur des Ordens der Württembergischen Krone[5]
- Komtur II. Klasse des Friedrichs-Ordens mit Schwertern[5]
- Olga-Orden[5]
- Roter Adlerorden II. Klasse[5]
- Rote Kreuz-Medaille II. Klasse[5]
- Ehrenkomtur des Fürstlichen Hausordens von Hohenzollern[5]
- Offizierskreuz des Albrechts-Ordens[5]
- Offizierskreuz des Ordens der aufgehenden Sonne[5]
- Großoffizier des Ordens der Krone von Rumänien[5]
- Präsident der Deutschen Gesellschaft für Chirurgie (1897)

Der Bildhauer Richard Knecht schuf eine Büste und ein Denkmal von Bruns in Tübingen.